# 乙一
乙一（おついち、1978年10月21日 -）は、日本の小説家、映画監督、脚本家。日本推理作家協会会員、本格ミステリ作家クラブ会員。本名は安達 寛高（あだち ひろたか）。
山白朝子（やましろ あさこ）や中田永一（なかた えいいち）の別名義でも小説を執筆している。

## 来歴
1978年（昭和53年）10月21日、福岡県田主丸町（現・久留米市）に両親と2歳上の姉がいる4人家族の長男として生まれた。田主丸町立川会小学校、田主丸町立田主丸中学校を卒業。小学校高学年からは60kgを超す肥満児となり、周囲からはそのことを揶揄され、コンプレックスから独りでゲームに没頭するようになる。14歳のときに一念発起してダイエットを成し遂げ、中学3年ではクラス委員に選ばれるようになったものの、依然として同級生たちのなかには溶け込めず劣等感は払拭されなかったという。
1994年（平成6年）、久留米工業高等専門学校に入学。高専の5年間を「人生で一番鬱屈した時代だった」と語るが、15歳ごろの夏休み、友人から借りた神坂一のライトノベル『スレイヤーズ』第1巻を読んだことで小説を読むことの楽しみを知り、ゲームや漫画だけでなくライトノベルにも手を出すようになった。それから1年半ほどはライトノベルを読み漁り、また友人や姉から借りた我孫子武丸『殺戮にいたる病』、綾辻行人『十角館の殺人』、島田荘司『御手洗潔シリーズ』などで本格ミステリや叙述トリックにも出会った。
自分で小説を書くようになったのは16歳のとき。富士見ファンタジア小説大賞に応募するための異世界ファンタジー長編を書き始めたものの上手くいかず、次に舞台を地元周辺の田舎町にして書いたものが、1996年（平成8年）に第6回ジャンプ小説大賞を受賞してデビュー作となった『夏と花火と私の死体』である。賞の選考では、審査員を務めた栗本薫が強く推したという。17歳（執筆時は16歳）での作家デビューであった。
1999年（平成11年）に久留米高専を卒業、豊橋技術科学大学工学部エコロジー工学課程に編入学、愛知県豊橋市で一人暮らしを始める。大学ではSF研究会所属。
2002年（平成14年）、豊橋技科大を卒業。この年に出版された『GOTH リストカット事件』で翌年の第3回本格ミステリ大賞を受賞。2003年（平成15年）、豊橋市から東京の学芸大学駅付近に転居、さらに数か月後には川崎市の武蔵中原駅付近に転居。
ある時、編集者から押井守監督作品『イノセンス』（2004年公開）の整音現場の見学に誘われ、そこで押井の娘で、編集者・ライターをしていた押井友絵と出会い、2006年（平成18年）に結婚した。2007年（平成19年）2月に川崎市から転居。2010年（平成22年）には第1子が誕生している。

## 作風・別名義
初期は、奇抜なアイディアの短編小説やハートフルなライトノベルが中心であったが、『GOTH リストカット事件』はミステリー小説として、本格ミステリ大賞を受賞するなど高く評価された。また初期の作品はホラー小説寄りのものと切ないストーリーに大きく分かれていたため、それぞれ「黒乙一」「白乙一」と呼ばれていた。乙一名義では主に集英社、角川書店（現 KADOKAWA）、幻冬舎などで小説を執筆している。
2005年ごろから、メディアファクトリー（現 KADOKAWA）の怪談専門誌『幽』で山白朝子として、また祥伝社の恋愛小説アンソロジーや恋愛小説専門誌『Feel Love』で中田永一として、それぞれ別名義での執筆活動を開始した。当初、同一人物だということは伏せられており、2007年発行『死者のための音楽 山白朝子短篇集』巻末（238ページ）には「1973年、大分県生まれ。出版社勤務を経てフリーライターになる。」という乙一本人のプロフィールとは異なる情報が記載されていた。
2011年6月30日に、山白朝子や中田永一の別名義で活動していたことを乙一（安達寛高）のtwitterで明らかにした。2012年11月には、中田永一名義の『くちびるに歌を』が選ばれた小学館児童出版文化賞の贈呈式に出席し、毎日新聞がこの別名義の件を報じた。そのほか、8人の作家がそれぞれ名前を伏せ越前魔太郎名義で1冊ずつ執筆する『魔界探偵 冥王星O』というシリーズの企画（2010年）にも参加している。
本名の安達寛高名義では自主映画の制作を行っており、2015年までに4本の作品を発表している。2004年には『ゴーストは小説家が好き』で第5回宝塚映画祭・映像コンクールに上位入選している。2016年には乙一、中田永一、山白朝子、越前魔太郎による短編集（解説は安達寛高）という、5人分の名義が並んだ『メアリー・スーを殺して』を刊行、その巻末でさらに枕木 憂士名義でも映画エッセイを寄稿していることを明かした。『ダ・ヴィンチ』2016年5月号では「奇跡の鼎談が実現」と銘打って乙一・中田永一・山白朝子という別名義同士の鼎談企画も実施した。
小説の執筆にあたっては、まずストーリー展開を決めたうえで、それにあったキャラクター設定を作る方法をとっている。また、デビューからまもない頃に『シナリオ入門』という本で勉強した映画の脚本作りの技術を取り入れている。特に、物語のちょうど真ん中で転換点を迎えるという手法（ミッドポイント）を多用し、全体の構成が4分割、16分割までされているものも多い。
妻の押井友絵は乙一の制作への姿勢について「小説にも映画にも執着してないんじゃないか」といい、本人も「作品が形になっていくのがとにかく楽しくてやっている感じ」だと述べている。
2012年に『このミステリーがすごい!』大賞の優秀賞を受賞し作家デビューした友井羊は、「重度の乙一ファン」だと自称しており、乙一作品を読み漁って勉強することで小説家になったと語っている。

## 乙一とライトノベル
ライトノベルとは、出版界において特殊な位置づけがされている。乙一自身「付き合いのある編集者の中でライトノベルを読んでいる人はいない」と述べている。
これは、乙一が出版界で活動をしてはじめて知った「ライトノベルの地位の低さ(差別)」にも繋がる事実である。乙一がデビューした当時(17歳)、ライトノベルに授けられる賞はひとつもなかった。自らがライトノベルで本を出すことによりライトノベルしか読んでいない人にもミステリーという形式を知ってもらい、いろんなジャンルの本を読んでもらおうと思った乙一は『GOTH』というミステリー小説を最初、ライトノベルというジャンルで出版した。
しかしその後ライトノベルという形式から一般書の形式に変更した。本人はそれを「ライトノベルのままでは手にとってもらえない客層がいるという事実を覆せなかったという点では、ある種の敗北である」とハードカバー版の『失はれる物語』のあとがきの中で述べている。

## 人物

### 趣味・嗜好
アニメ、ゲームや漫画、映画鑑賞が趣味。最も好きな映画監督はアンドレイ・タルコフスキー。スタジオジブリ作品のファンであることを公言しており、特に好きな作品は『天空の城ラピュタ』のようである。また、藤子・F・不二雄作品のファンでもあり、『ドラえもん』（原作・アニメ版共に）からは多大な影響を受けており、『F先生のポケット』および『スモールライト・アドベンチャー』ではドラえもんの道具が登場する。
16歳の頃から伊集院光と爆笑問題のラジオ番組を愛好しており、東京に移住したのもラジオの電波が入りやすいという理由からであった。高専時代は友達がいなかった（なぜか人との接触を拒んでいた）ため、一人で本を読んでいる事が多く、「ダメでもいいんだ」というラジオの声に勇気付けられたと話す。ちなみに出身地である福岡県はRKB毎日放送にてずっと伊集院光と爆笑問題のラジオを放送している数少ない地域でもあった（愛知県では放送がなく、東京などの放送波を遠距離受信する必要がある）。
また乙一は1人で遊べるという点からダンスゲーム『Dance Dance Revolution』を愛好しており、当時の最高レベルである、レベル10まで踊れると述べている。高校生の時85キロあった体重は大学での一人暮らしにおける肉体改造ともいえるダイエットと『Dance Dance Revolution』のおかげで現在65キロまで落ちている。

### 交流
ジャンプ ジェイ ブックス出身の作家では定金伸治と松原真琴と特に仲が良く、3人でトルコを旅行し2006年に3人の共著で『とるこ日記』を出版している。また『ファウスト』の若手執筆陣、佐藤友哉、西尾維新、滝本竜彦らと交友がある。

### 家族
妻の押井友絵（安達友絵）は映画ライターとして活動しており、乙一の監督映画で主演も務めている。また友絵の父は『うる星やつら』などで知られる映画監督の押井守であり、乙一から見ると義父にあたる。押井の監督映画『立喰師列伝』には妻やファウストの小説家仲間と出演している。
| 押井守   |          |          |          |          |          |  |  |      |      |      |      |      |      |  |  |
|          |          |          |          |          |          |  |  |      |      |      |      |      |      |  |  |
| 押井友絵 | 押井友絵 | 押井友絵 | 押井友絵 | 押井友絵 | 押井友絵 |  |  | 乙一 | 乙一 | 乙一 | 乙一 | 乙一 | 乙一 |  |  |
| 押井友絵 | 押井友絵 | 押井友絵 | 押井友絵 | 押井友絵 | 押井友絵 |  |  | 乙一 | 乙一 | 乙一 | 乙一 | 乙一 | 乙一 |  |  |

## 受賞
候補などを含む。
- 『夏と花火と私の死体』
  - 第6回ジャンプ小説・ノンフィクション大賞（1996年）
- 『GOTH リストカット事件』
  - 第3回本格ミステリ大賞（2003年）
  - 第5回大藪春彦賞 候補（2002年）
  - このミステリーがすごい! 2003年 2位
  - 本格ミステリ・ベスト10 2003年 5位
  - 週刊文春ミステリーベスト10 2002年国内部門 7位
- 『ZOO』
  - 第17回山本周五郎賞 候補（2004年）
  - 週刊文春ミステリーベスト10 2003年国内部門 8位
- 『銃とチョコレート』
  - このミステリーがすごい! 2007年 5位
  - 第23回うつのみやこども賞（2007年）
- 『くちびるに歌を』（中田永一名義）
  - 第61回小学館児童出版文化賞（2012年）
  - 第3回山田風太郎賞 候補（2012年）[32]
  - 第9回本屋大賞 4位（2012年）[33]
- 『宗像くんと万年筆事件』（中田永一名義）
  - 第66回日本推理作家協会賞候補作（2013年）
- 『私は存在が空気』（中田永一名義）
  - 第29回山本周五郎賞 候補（2016年）

## 作品リスト
文芸誌掲載時から単行本・文庫本収録までのあいだに大幅な改稿が入っているものがいくつかある。たとえば『ZOO』収録の「Closet」は細部や結末が変わっており、同「カザリとヨーコ」も友井羊によれば「別作品といってもいいくらい」、『天帝妖狐』にいたっては全面改稿によって「正真正銘別の作品」（友井）となっている。

### 単行本・文庫
- 表の順番は、出版年月順をもとに、文庫版やシリーズなどを前作の次に挿入したもの。
- を押すと、書名の五十音順や出版年月での並べ替えが可能。
- 備考欄の鉤括弧内は短編集の収録作

| 書名                                                 | レーベル名                  | 名義                                       | 絵・共著 ・原作など           | 出版社               | 出版 年月 | ISBN                   | 備考 |
| ---------------------------------------------------- | --------------------------- | ------------------------------------------ | ----------------------------- | -------------------- | --------- | ---------------------- | --- |
| 夏と花火と私の死体                                   | JUMP j BOOKS                | 乙一                                       | 絵：幡地英明                  | 集英社               | 1996-10   | ISBN 4-08-703052-0     | 「夏と花火と私の死体」「優子」 |
| 夏と花火と私の死体                                   | 集英社文庫                  | 乙一                                       | -                             | 集英社               | 2000-05   | ISBN 4-08-747198-5     | 「夏と花火と私の死体」「優子」 |
| 天帝妖狐                                             | JUMP j BOOKS                | 乙一                                       | 絵：幡地英明                  | 集英社               | 1998-04   | ISBN 4-08-703070-9     | 「A MASKED BALL ア マスクド ボール-及びトイレのタバコさんの出現と消失」「天帝妖狐」 ただし、「天帝妖狐」は文庫版で全面的に改稿され、ほぼ別の作品となっている |
| 天帝妖狐                                             | 集英社文庫                  | 乙一                                       | -                             | 集英社               | 2001-07   | ISBN 4-08-747342-2     | 「A MASKED BALL ア マスクド ボール-及びトイレのタバコさんの出現と消失」「天帝妖狐」 ただし、「天帝妖狐」は文庫版で全面的に改稿され、ほぼ別の作品となっている |
| 石ノ目                                               | -                           | 乙一                                       | -                             | 集英社               | 2000-07   | ISBN 4-08-702013-4     | 「石ノ目」「はじめ」「BLUE」「平面いぬ。」 |
| 平面いぬ。                                           | 集英社文庫                  | 乙一                                       | -                             | 集英社               | 2003-06   | ISBN 4-08-747590-5     | 「石ノ目」「はじめ」「BLUE」「平面いぬ。」 |
| 暗黒童話                                             | -                           | 乙一                                       | -                             | 集英社               | 2001-09   | ISBN 4-08-702014-2     | - |
| 暗黒童話                                             | 集英社文庫                  | 乙一                                       | -                             | 集英社               | 2004-05   | ISBN 4-08-747695-2     | - |
| 失踪HOLIDAY                                          | 角川スニーカー文庫          | 乙一                                       | -                             | 角川書店             | 2000-12   | ISBN 4-04-425301-3     | 「しあわせは子猫のかたち－HAPPINESS IS A WARM KITTY」「失踪HOLIDAY」 |
| しあわせは子猫のかたち                               | 角川つばさ文庫              | 乙一                                       | 絵：SHEL                      | 角川書店             | 2011-02   | ISBN 978-4-04-631146-7 | 「しあわせは子猫のかたち」「失踪ホリデイ」 |
| きみにしか聞こえない CALLING YOU                     | 角川スニーカー文庫          | 乙一                                       | -                             | 角川書店             | 2001-05   | ISBN 4-04-425302-1     | 「Calling You」「傷－KIZ/KIDS－」「華歌」 |
| きみにしか聞こえない                                 | 角川つばさ文庫              | 乙一                                       | 絵：SHEL                      | 角川書店             | 2009-05   | ISBN 978-4-04-631018-7 | 「きみにしか聞こえない」「傷」「ウソカノ」 |
| さみしさの周波数                                     | 角川スニーカー文庫          | 乙一                                       | -                             | 角川書店             | 2002-12   | ISBN 4-04-425303-X     | 「未来予報 あした、晴れればいい。」「手を握る泥棒の物語」「フィルムの中の少女」「失はれた物語」 |
| 失はれる物語                                         | -                           | 乙一                                       | -                             | 角川書店             | 2003-12   | ISBN 4-04-873500-4     | 「Calling You」「失はれる物語」「傷」「手を握る泥棒の物語」「しあわせは子猫のかたち」「マリアの指」 |
| 失はれる物語                                         | 角川文庫                    | 乙一                                       | -                             | 角川書店             | 2006-06   | ISBN 4-04-425306-4     | 「Calling You」「失はれる物語」「傷」「手を握る泥棒の物語」「しあわせは子猫のかたち」「マリアの指」「ボクの賢いパンツくん」「ウソカノ」 |
| 死にぞこないの青                                     | 幻冬舎文庫                  | 乙一                                       | -                             | 幻冬舎               | 2001-10   | ISBN 4-344-40163-8     | - |
| 暗いところで待ち合わせ                               | 幻冬舎文庫                  | 乙一                                       | -                             | 幻冬舎               | 2002-04   | ISBN 4-344-40214-6     | - |
| GOTH リストカット事件                                | -                           | 乙一                                       | -                             | 角川書店             | 2002-07   | ISBN 4-04-873390-7     | 「暗黒系 Goth」「リストカット事件 Wristcut」「犬 Dog」「記憶 Twins」「土 Grave」「声 Voice」 |
| GOTH 夜の章                                          | 角川文庫                    | 乙一                                       | -                             | 角川書店             | 2005-06   | ISBN 4-04-425304-8     | 「暗黒系 Goth」「犬 Dog」「記憶 Twins」 |
| GOTH 僕の章                                          | 角川文庫                    | 乙一                                       | -                             | 角川書店             | 2005-06   | ISBN 4-04-425305-6     | 「リストカット事件 Wristcut」「土 Grave」「声 Voice」 |
| GOTH モリノヨル                                      | -                           | 乙一                                       | 写真：新津保建秀              | 角川書店             | 2008-12   | ISBN 978-4-04-873924-5 | - |
| GOTH 番外篇 森野は記念写真を撮りに行くの巻           | 角川文庫                    | 乙一                                       | -                             | 角川書店             | 2013-07   | ISBN 978-4-04-100925-3 | - |
| ZOO                                                  | -                           | 乙一                                       | -                             | 集英社               | 2003-06   | ISBN 4-08-774534-1     | 「カザリとヨーコ」「血液を探せ！」「陽だまりの詩」「SO-far そ・ふぁー」「冷たい森の白い家」「Closet」「神の言葉」「ZOO」「SEVEN ROOMS」「落ちる飛行機の中で」 |
| ZOO 1                                                | 集英社文庫                  | 乙一                                       | -                             | 集英社               | 2006-05   | ISBN 4-08-746037-1     | 「カザリとヨーコ」「SEVEN ROOMS」「SO-far そ・ふぁー」「陽だまりの詩」「ZOO」 |
| ZOO 2                                                | 集英社文庫                  | 乙一                                       | -                             | 集英社               | 2006-05   | ISBN 4-08-746038-X     | 「血液を探せ！」「冷たい森の白い家」「Closet」「神の言葉」「落ちる飛行機の中で」「むかし夕日の公園で」 |
| くつしたをかくせ！                                   | -                           | 乙一                                       | 絵：羽住都                    | 光文社               | 2003-11   | ISBN 4-334-92414-X     | 絵本 |
| 小生物語                                             | -                           | 乙一                                       | -                             | 幻冬舎               | 2004-07   | ISBN 4-344-00655-0     | エッセイ |
| 小生物語                                             | 幻冬舎文庫                  | 乙一                                       | -                             | 幻冬舎               | 2007-04   | ISBN 4-344-40935-3     | エッセイ |
| とるこ日記〜“ダメ人間”作家トリオの脱力旅行記〜       | -                           | 乙一                                       | 共著：定金伸治 共著：松原真琴 | 集英社               | 2006-03   | ISBN 4-08-780424-0     | エッセイ。短編小説「毒殺天使」を収録 |
| 銃とチョコレート                                     | ミステリーランド            | 乙一                                       | 絵：平田秀一                  | 講談社               | 2006-05   | ISBN 4-06-270580-X     | - |
| 銃とチョコレート                                     | 講談社ノベルス              | 乙一                                       | -                             | 講談社               | 2013-10   | ISBN 978-4-06-182891-9 | - |
| 銃とチョコレート                                     | 講談社文庫                  | 乙一                                       | -                             | 講談社               | 2016-07   | ISBN 978-4-06-293396-4 | - |
| 死者のための音楽 山白朝子短篇集                      | 幽BOOKS                     | 山白朝子                                   | -                             | メディアファクトリー | 2007-11   | ISBN 978-4-8401-2092-0 | 「長い旅のはじまり」「井戸を下りる」「黄金工場」「未完の像」「鬼物語」「鳥とファフロッキーズ現象について」「死者のための音楽」 |
| 死者のための音楽                                     | MF文庫ダ・ヴィンチ          | 山白朝子                                   | -                             | メディアファクトリー | 2011-12   | ISBN 978-4-8401-4328-8 | 「長い旅のはじまり」「井戸を下りる」「黄金工場」「未完の像」「鬼物語」「鳥とファフロッキーズ現象について」「死者のための音楽」 |
| 死者のための音楽                                     | 角川文庫                    | 山白朝子                                   | -                             | KADOKAWA             | 2013-11   | ISBN 978-4-04-101076-1 | 「長い旅のはじまり」「井戸を下りる」「黄金工場」「未完の像」「鬼物語」「鳥とファフロッキーズ現象について」「死者のための音楽」 |
| “The Book” jojo's bizarre adventure 4th another day  | -                           | 乙一                                       | 原作：荒木飛呂彦              | 集英社               | 2007-11   | ISBN 978-4-08-780476-8 | 『ジョジョの奇妙な冒険』Part4「ダイヤモンドは砕けない」の後日談を描いたノベライズ |
| “The Book” jojo's bizarre adventure 4th another day  | JUMP j BOOKS                | 乙一                                       | 原作：荒木飛呂彦              | 集英社               | 2011-12   | ISBN 978-4-08-703255-0 | 『ジョジョの奇妙な冒険』Part4「ダイヤモンドは砕けない」の後日談を描いたノベライズ |
| “The Book” jojo's bizarre adventure 4th another day  | 集英社文庫                  | 乙一                                       | 原作：荒木飛呂彦              | 集英社               | 2012-11   | ISBN 978-4-08-745012-5 | 『ジョジョの奇妙な冒険』Part4「ダイヤモンドは砕けない」の後日談を描いたノベライズ |
| 野良犬イギー                                         | -                           | 乙一                                       | 原作：荒木飛呂彦              | 集英社               | 2022-05   | ISBN 978-4-08-790073-6 | 『ジョジョの奇妙な冒険』Part3「スターダストクルセイダース」の前日譚を描いたノベライズ |
| 百瀬、こっちを向いて。                               | -                           | 中田永一                                   | -                             | 祥伝社               | 2008-05   | ISBN 978-4-396-63297-7 | 「百瀬、こっちを向いて。」「なみうちぎわ」「キャベツ畑に彼の声」「小梅が通る」 |
| 百瀬、こっちを向いて。                               | 祥伝社文庫                  | 中田永一                                   | -                             | 祥伝社               | 2010-08   | ISBN 978-4-396-33608-0 | 「百瀬、こっちを向いて。」「なみうちぎわ」「キャベツ畑に彼の声」「小梅が通る」 |
| 吉祥寺の朝日奈くん                                   | -                           | 中田永一                                   | -                             | 祥伝社               | 2009-11   | ISBN 978-4-396-63330-1 | 「交換日記はじめました！」「ラクガキをめぐる冒険」「三角形はこわさないでおく」「うるさいおなか」「吉祥寺の朝日奈くん」 |
| 吉祥寺の朝日奈くん                                   | 祥伝社文庫                  | 中田永一                                   | -                             | 祥伝社               | 2012-12   | ISBN 978-4-396-33802-2 | 「交換日記はじめました！」「ラクガキをめぐる冒険」「三角形はこわさないでおく」「うるさいおなか」「吉祥寺の朝日奈くん」 |
| 魔界探偵 冥王星O ヴァイオリンのV                     | 講談社ノベルス              | 越前魔太郎                                 | 絵：redjuice                  | 講談社               | 2010-04   | ISBN 978-4-06-182711-0 | - |
| なみだめネズミ イグナートのぼうけん                  | -                           | 乙一                                       | 絵：小松田大全                | 集英社               | 2010-08   | ISBN 978-4-08-780574-1 | 児童書 |
| 箱庭図書館                                           | -                           | 乙一                                       | 原作：(備考参照)              | 集英社               | 2011-03   | ISBN 978-4-08-771386-2 | 「小説家のつくり方」（原作：黄兎『蝶と街灯』）、「コンビニ日和！」（原作：泰）、「青春絶縁体」（原作：イナミツ）、「ワンダーランド」（原作：岡谷『鍵』）、「王国の旗」（原作：怜人）、「ホワイト・ステップ」（原作：たなつ『積雪メッセージ』） 出典は集英社サイト「オツイチ小説再生工場」で書かれた短編。一般公募された原稿を、乙一が選考し大胆にリメイクするという読者参加型企画。原作となった応募作はサイト上 で閲覧できる |
| 箱庭図書館                                           | 集英社文庫                  | 乙一                                       | 原作：(備考参照)              | 集英社               | 2013-11   | ISBN 978-4-08-745131-3 | 「小説家のつくり方」（原作：黄兎『蝶と街灯』）、「コンビニ日和！」（原作：泰）、「青春絶縁体」（原作：イナミツ）、「ワンダーランド」（原作：岡谷『鍵』）、「王国の旗」（原作：怜人）、「ホワイト・ステップ」（原作：たなつ『積雪メッセージ』） 出典は集英社サイト「オツイチ小説再生工場」で書かれた短編。一般公募された原稿を、乙一が選考し大胆にリメイクするという読者参加型企画。原作となった応募作はサイト上 で閲覧できる |
| ベッドタイム★ストーリー                              | 星海社FICTIONS 星海社朗読館 | 乙一                                       | 朗読：坂本真綾 絵：釣巻和     | 星海社               | 2011-09   | ISBN 978-4-06-138814-7 | - |
| ダイアログ・イン・ザ・ダーク                         | 星海社FICTIONS 星海社朗読館 | 乙一                                       | 朗読：栗山千明 絵：釣巻和     | 星海社               | 2012-10   | ISBN 978-4-06-138842-0 | - |
| くちびるに歌を                                       | -                           | 中田永一                                   | -                             | 小学館               | 2011-11   | ISBN 978-4-09-386317-9 | - |
| くちびるに歌を                                       | 小学館文庫                  | 中田永一                                   | -                             | 小学館               | 2013-12   | ISBN 978-4-09-408881-6 | - |
| エムブリヲ奇譚                                       | 幽BOOKS                     | 山白朝子                                   | -                             | メディアファクトリー | 2012-03   | ISBN 978-4-8401-4506-0 | 「エムブリヲ奇譚」「ラピスラズリ幻想」「湯煙事変」「〆」「あるはずのない橋」「顔無し峠」「地獄」「櫛を拾ってはならぬ」「「さあ、行こう」と少年が言った」 |
| エムブリヲ奇譚                                       | 角川文庫                    | 山白朝子                                   | -                             | KADOKAWA             | 2016-03   | ISBN 978-4-04-103716-4 | 「エムブリヲ奇譚」「ラピスラズリ幻想」「湯煙事変」「〆」「あるはずのない橋」「顔無し峠」「地獄」「櫛を拾ってはならぬ」「「さあ、行こう」と少年が言った」 |
| 私のサイクロプス                                     | -                           | 山白朝子                                   | -                             | KADOKAWA             | 2016-03   | ISBN 978-4-04-103727-0 | 「私のサイクロプス」「ハユタラスの翡翠」「四角い頭蓋骨と子どもたち」「鼻削ぎ寺」「河童の里」「死の山」「呵々の夜」「水汲み木箱の行方」「星と熊の悲劇」 |
| 私のサイクロプス                                     | 角川文庫                    | 山白朝子                                   | -                             | KADOKAWA             | 2019-02   | ISBN 978-4-04-107763-4 | 「私のサイクロプス」「ハユタラスの翡翠」「四角い頭蓋骨と子どもたち」「鼻削ぎ寺」「河童の里」「死の山」「呵々の夜」「水汲み木箱の行方」「星と熊の悲劇」 |
| Arknoah 1 僕のつくった怪物                           | -                           | 乙一                                       | 絵：toi8                      | 集英社               | 2013-07   | ISBN 978-4-08-780682-3 | - |
| Arknoah 1 僕のつくった怪物                           | 集英社文庫                  | 乙一                                       | -                             | 集英社               | 2015-09   | ISBN 978-4-08-745358-4 | - |
| Arknoah 2 ドラゴンファイア                           | -                           | 乙一                                       | 絵：toi8                      | 集英社               | 2015-09   | ISBN 978-4-08-780762-2 | - |
| Arknoah 2 ドラゴンファイア                           | 集英社文庫                  | 乙一                                       | -                             | 集英社               | 2018-06   | ISBN 978-4-08-745750-6 | - |
| 僕は小説が書けない                                   | -                           | 中田永一                                   | 共著：中村航                  | KADOKAWA             | 2014-10   | ISBN 978-4-04-101926-9 | - |
| 僕は小説が書けない                                   | 角川文庫                    | 中田永一                                   | 共著：中村航                  | KADOKAWA             | 2017-06   | ISBN 978-4-04-105612-7 | - |
| 花とアリス殺人事件                                   | -                           | 乙一                                       | 原作：岩井俊二                | 小学館               | 2015-02   | ISBN 978-4-09-386405-3 | 同名のアニメーション映画のノベライズ |
| 花とアリス殺人事件                                   | 小学館文庫                  | 乙一                                       | 原作：岩井俊二                | 小学館               | 2018-04   | ISBN 978-4-09-406509-1 | 同名のアニメーション映画のノベライズ |
| 私は存在が空気                                       | -                           | 中田永一                                   | -                             | 祥伝社               | 2015-12   | ISBN 978-4-396-63484-1 | 「少年ジャンパー」「私は存在が空気」「恋する交差点」「スモールライト・アドベンチャー」「ファイアスターター湯川さん」「サイキック人生」 |
| 私は存在が空気                                       | 祥伝社文庫                  | 中田永一                                   | -                             | 祥伝社               | 2018-12   | ISBN 978-4-396-34477-1 | 「少年ジャンパー」「私は存在が空気」「恋する交差点」「スモールライト・アドベンチャー」「ファイアスターター湯川さん」「サイキック人生」 |
| 私は存在が空気                                       | ポプラキミノベル            | 中田永一                                   | 絵：新井陽次郎                | ポプラ社             | 2021-03   | ISBN 978-4-591-16962-9 | 「少年ジャンパー」「私は存在が空気」「恋する交差点」「スモールライト・アドベンチャー」「ファイアスターター湯川さん」「サイキック人生」 |
| メアリー・スーを殺して 幻夢コレクション              | -                           | 乙一 中田永一 山白朝子 越前魔太郎 安達寛高 | -                             | 朝日新聞出版         | 2016-02   | ISBN 978-4-02-251310-6 | 「愛すべき猿の日記」「山羊座の友人」「宗像くんと万年筆事件」「メアリー・スーを殺して」「トランシーバー」「ある印刷物の行方」「エヴァ・マリー・クロス」 |
| メアリー・スーを殺して 幻夢コレクション              | 朝日文庫                    | 乙一 中田永一 山白朝子 越前魔太郎 安達寛高 | -                             | 朝日新聞出版         | 2019-01   | ISBN 978-4-02-264912-6 | 「愛すべき猿の日記」「山羊座の友人」「宗像くんと万年筆事件」「メアリー・スーを殺して」「トランシーバー」「ある印刷物の行方」「エヴァ・マリー・クロス」 |
| 私の頭が正常であったなら                             | -                           | 山白朝子                                   | -                             | KADOKAWA             | 2018-02   | ISBN 978-4-04-106435-1 | 「世界で一番、みじかい小説」「首なし鶏、夜をゆく」「酩酊SF」「布団の中の宇宙」「子どもを沈める」「トランシーバー」「私の頭が正常であったなら」「おやすみなさい子どもたち」 |
| 私の頭が正常であったなら                             | 角川文庫                    | 山白朝子                                   | -                             | KADOKAWA             | 2021-01   | ISBN 978-4-04-110904-5 | 「世界で一番、みじかい小説」「首なし鶏、夜をゆく」「酩酊SF」「布団の中の宇宙」「子どもを沈める」「トランシーバー」「私の頭が正常であったなら」「おやすみなさい子どもたち」 |
| ダンデライオン                                       | -                           | 中田永一                                   | -                             | 小学館               | 2018-10   | ISBN 978-4-09-386499-2 | - |
| 小説 シライサン                                      | 角川文庫                    | 乙一                                       | -                             | KADOKAWA             | 2019-11   | ISBN 978-4-04-108760-2 | - |
| サマーゴースト                                       | -                           | 乙一                                       | 原案：loundraw                | 集英社               | 2021-10   | ISBN 978-4-08-790061-3 | 同名のアニメーション映画のノベライズ |
| サマーゴースト                                       | 集英社文庫                  | 乙一                                       | 原案：loundraw                | 集英社               | 2024-07   | ISBN 978-4-08-744671-5 | 同名のアニメーション映画のノベライズ |
| 一ノ瀬ユウナが浮いている                             | -                           | 乙一                                       | -                             | 集英社               | 2021-12   | ISBN 978-4-08-790063-7 | 映画『サマーゴースト』の姉妹作 |
| 一ノ瀬ユウナが浮いている                             | 集英社文庫                  | 乙一                                       | -                             | 集英社               | 2024-06   | ISBN 978-4-08-744663-0 | 映画『サマーゴースト』の姉妹作 |
| さよならに反する現象                                 | -                           | 乙一                                       | -                             | KADOKAWA             | 2022-04   | ISBN 978-4-04-112074-3 | 「そしてクマになる」「なごみ探偵おそ松さん・リターンズ」「家政婦」「フィルム」「悠川さんは写りたい」 |
| 沈みかけの船より、愛をこめて 幻夢コレクション        | -                           | 乙一 中田永一 山白朝子 安達寛高            | -                             | 朝日新聞出版         | 2022-05   | ISBN 978-4-02-251823-1 | 「五分間の永遠」「無人島と一冊の本」「パン、買ってこい」「電話が逃げていく」「東京」「蟹喰丸」「背景の人々」「カー・オブ・ザ・デッド」「地球に磔にされた男」「沈みかけの船より、愛をこめて」「二つの顔と表面 Two faces and a surface」 |
| 彼女が生きてる世界線！(1) 僕が悪役に転生!?           | ポプラキミノベル            | 中田永一                                   | 絵：へちま                    | ポプラ社             | 2022-12   | ISBN 978-4-591-17577-4 | - |
| 彼女が生きてる世界線！(2) 変わっていく原作           | ポプラキミノベル            | 中田永一                                   | 絵：へちま                    | ポプラ社             | 2023-04   | ISBN 978-4-591-17781-5 | - |
| 彼女が生きてる世界線！(3) 失われた生存ルートを求めて | ポプラキミノベル            | 中田永一                                   | 絵：へちま                    | ポプラ社             | 2023-12   | ISBN 978-4-591-17989-5 | - |
| 彼女が生きてる世界線！                               | -                           | 中田永一                                   | -                             | ポプラ社             | 2024-06   | ISBN 978-4-591-18206-2 | 『彼女が生きてる世界線！』全3巻を合本 |
| 小説家と夜の境界                                     | -                           | 山白朝子                                   | -                             | KADOKAWA             | 2023-06   | ISBN 978-4-04-111654-8 | 「墓場の小説家」「小説家、逃げた」「キ」「小説の怪人」「脳内アクター」「ある編集者の偏執的な恋」「精神感応小説家」 |
| 大樹館の幻想                                         | 星海社FICTIONS              | 乙一                                       | -                             | 星海社               | 2024-09   | ISBN 978-4-06-536023-1 | - |
| Wi-Fi幽霊 乙一・山白朝子 ホラー傑作選                | 角川ホラー文庫              | 乙一 山白朝子                              | 編：千街晶之                  | KADOKAWA             | 2025-03   | ISBN 978-4-04-115892-0 | 「階段」「SEVEN ROOMS」「神の言葉」「鳥とファフロッキーズ現象について」「〆」「呵々の夜」「首なし鶏、夜をゆく」「子どもを沈める」「Wi-Fi幽霊」 |

### 単行本未収録作品
- を押すと並べ替えが可能。作品名での並べ替えは「英字→ひらがな→カタカナ→漢字」の文字コード順となる。

| 作品名                                         | 著者名                                       | 初出 |
| ---------------------------------------------- | -------------------------------------------- | --- |
| 動くおもちゃ                                   | 乙一                                         | 『小説すばる』2000年8月号                                                                                              |
| 神隠し                                         | 乙一                                         | 『小説すばる』2000年8月号                                                                                              |
| 妻の電話                                       | 乙一                                         | 『小説すばる』2000年8月号                                                                                              |
| ジョジョの奇妙な冒険 テュルプ博士の解剖学講義  | 乙一 （原作：荒木飛呂彦）                    | 『読むジャンプ』（集英社、2002年10月）                                                                                 |
| 祝福された水                                   | 乙一                                         | 『ダ・ヴィンチ』2002年11月号                                                                                           |
| F先生のポケット                                | 乙一                                         | 『ファウスト』vol.2 （2004年3月）                                                                                      |
| 子供は遠くに行った                             | 乙一                                         | 『ファウスト』vol.4 （2004年12月）                                                                                     |
| 誰にも続かない                                 | 乙一・北山猛邦・佐藤友哉・滝本竜彦・西尾維新 | 『ファウスト』vol.4 （2004年12月）                                                                                     |
| もの思う葦                                     | 枕木憂士                                     | 『ファウスト』Vol.4, 5, 6 SIDE-A, 6 SIDE-B、『コミックファウスト』連載                                                 |
| 窓に吹く風                                     | 乙一                                         | 『ファウスト』vol.6 SIDE-A （2005年11月）                                                                              |
| この子の絵は未完成                             | 乙一                                         | 『七つの黒い夢』（新潮文庫、2006年3月）                                                                                |
| UTOPIA                                         | 乙一                                         | 『ライトノベルを書く！』（小学館、2006年9月）                                                                          |
| 物語製造装置                                   | 乙一                                         | 『2027 ボヤボヤしてたら、すぐやってくる。2027年のお話。』（ブルース・インターアクションズ、2007年4月）                 |
| おじいさんのひげのなか                         | 乙一                                         | 『BALLAD』issue1 （2009年6月）                                                                                         |
| 電車のなかで逢いましょう                       | 乙一                                         | 『U-cafe』オツイチ特集号 2010年11月                                                                                    |
| きのぼりごはん                                 | 乙一                                         | 『BALLAD』issue2 （2010年12月）                                                                                        |
| 鯨と煙の冒険 『百瀬、こっちを向いて。』番外編  | 中田永一                                     | 『ダ・ヴィンチ』2014年4月号-10月号 および JTウェブサイト「ちょっと一服ひろば」に同時掲載                               |
| 舞城王太郎                                     | 安達寛高                                     | 映画『ぼくたちは上手にゆっくりできない。』来場者特典（2015年3月）、同映画DVD初回限定版（2016年5月）                    |
| 転生勇者が実体験をもとに異世界小説を書いてみた | 乙一                                         | 第2回ジャンプ恋愛小説大賞（描き下ろし短編小説）WEB掲載（2019年）、『STORY MARKET 恋愛小説編』（集英社文庫、2021年3月） |
| ステイホーム殺人事件                           | 乙一                                         | 『ステイホームの密室殺人 2 コロナ時代のミステリー小説アンソロジー』（星海社FICTIONS、2020年9月）                       |
| AI Detective 探偵をインストールしました        | 乙一                                         | 『STORY BOX』6月号（2023年5月）                                                                                        |
| スコッパーの女                                 | 山白朝子                                     | 『怪と幽』vol.013（2023年4月）                                                                                         |

### 原作・原案
- 密室彼女（2006年、劇団、本谷有希子）
  - 演劇。出版はされていないが、上演時に会場において、乙一本人による小説形式のプロットが無料で配布された。
- 少年少女漂流記（小説すばる）
  - 漫画。著者名は古屋×乙一×兎丸（古屋兎丸が作画、乙一が原作）。単行本は、2007年2月26日発売（集英社）。

### 映像作品
映像作品においては、本名の「安達寛高」名義で作品を発表することが多い。
- 二花子の瞳　〜にかこ、の、ひとみ〜（2002年）
  - 佐藤圭作監督作品。脚本：佐藤圭作・安達寛高。
- プールで泳いだ帰り道（2002年）
  - 上映時間5分間の自主製作作品。監督・脚本：安達寛高。
- 立体東京（2007年）
  - 赤緑メガネ（アナグリフ）を用いた3D作品。ゆうばり応援映画祭にて上映。その後、桜井亜美との上映イベント「東京小説〜乙桜学園祭〜」としてレイトショー公開。監督：安達寛高。
- ホッタラケの島 〜遥と魔法の鏡〜（2009年）
  - 佐藤信介監督作品。脚本：安達寛高、佐藤信介。
- 一周忌物語（2009年）
  - 桜井亜美との上映イベント「天体小説〜乙桜学園祭2〜」で公開。監督・脚本：安達寛高。
- Good Night Caffeine（2015年）
  - 桜井亜美、舞城王太郎とのオムニバス上映「ぼくたちは上手にゆっくりできない。」で公開。監督・脚本・編集：安達寛高[35]。
- リビング・オブ・ザ・リビングデッド（2017年）
  - 第11回さぬき映画祭で公開。監督・脚本：安達寛高[36]。
- ウルトラマンジード（2017年）
  - シリーズ構成は乙一名義、脚本は安達寛高名義。
- 劇場版 ウルトラマンジード つなぐぜ! 願い!!（2018年）
  - 坂本浩一監督作品。脚本協力：安達寛高。
- ウルトラマンR/B（2018年）
  - 安達寛高名義で脚本参加。
- シライサン（2020年）
  - 監督・脚本：安達寛高。出演：飯豊まりえ、稲葉友、忍成修吾、谷村美月、江野沢愛美、染谷将太
- 恐怖新聞（2020年）
  - シリーズ構成：乙一（脚本は高山直也）。
- サマーゴースト（2021年）
  - 脚本：安達寛高。
- エクセプション（2022年）
  - 原作・脚本：安達寛高。
- ぼくのデーモン（英語版）（Netflix 2023年11月から放送予定）
  - 原作・脚本：安達寛高。
- generAIdoscope：ジェネレイドスコープ（2025年）
  - 「Welcome to Pen 2025 CREATORS FES.」にて公開。監督： 安達寛高、曽根剛、山口ヒロキ。
- ウルトラマンオメガ（2025年）
  - 安達寛高名義で脚本参加[37]。

## 作品のメディア展開

### 映画
- 手を握る泥棒の物語（2004年）
  - 監督：犬童一心、主演：内山理名、忍成修吾
  - 劇場公開ではなくTEPCOひかりのコンテンツサイトで公開された。
- ZOO（2005年）
  - 全国の劇場で公開された初の映画化作品。
  - 単行本収録作のうち「カザリとヨーコ」「SEVEN ROOMS」「SO-far そ・ふぁー」「陽だまりの詩」「ZOO」の5作品を映画化。「陽だまりの詩」のみアニメーション。作品ごとに監督が異なる。
- 暗いところで待ち合わせ（2006年）
  - 監督：天願大介、主演：田中麗奈、チェン・ボーリン
  - 2006年11月25日公開。
- きみにしか聞こえない（2007年）
  - 監督：荻島達也、主演：成海璃子、小出恵介
- KIDS（2008年）
  - 原作：『傷 -KIZ/KIDS-』
  - 監督：荻島達也、出演：小池徹平、玉木宏
- 死にぞこないの青（2008年）
  - 監督：安達正軌、出演：須賀健太
- GOTH（2008年）
  - 原作：『GOTH リストカット事件』
  - 監督：高橋玄、出演：本郷奏多、高梨臨
- 吉祥寺の朝日奈くん（2011年）
  - 監督：加藤章一、主演：桐山漣、星野真里
- 百瀬、こっちを向いて。（2014年）
  - 監督：耶雲哉治、主演：早見あかり。
- くちびるに歌を（2015年）
  - 監督：三木孝浩、脚本：持地佑季子・登米裕一、主演：新垣結衣、配給：アスミック・エース

### 小説
- くちびるに歌を（著：百瀬しのぶ、監：「くちびるに歌を」製作委員会  、小学館ジュニア文庫、2015年2月、ISBN 978-4-09-230793-3）
  - 映画版のノベライズ。

### 漫画
- はじめ（作画：小畑健、週刊少年ジャンプ）
  - 週刊少年ジャンプ2003年5号（前編）と6・7合併号（後編）に掲載された読み切り漫画。
- GOTH（作画：大岩ケンヂ、月刊少年エース）
  - 単行本（ISBN 978-4-04-713553-6、カドカワコミックス・エース）として出版されている。
- 傷 -KIZ/KIDS-（あすか）
- きみにしか聞こえない CALLING YOU（あすか）
  - 単行本（あすかコミックスDX）「傷 -KIZ/KIDS-」も収録。
- きみにしか聞こえない（作画：清原紘、月刊少年エース）
  - 単行本（ISBN 978-4-04-713938-1、カドカワコミックス・エース）として出版されている。
- 死にぞこないの青（作画：山本小鉄子、ミステリーBst.）
  - 単行本（ISBN 978-4-344-81796-8、幻冬舎コミックス）。「死にぞこないの青」「暗いところで待ち合わせ」「しあわせは子猫のかたち」の3作を収録。
- ZOO（作画：矢也晶久、ヤングジャンプ増刊『漫革』）
  - 単行本（ISBN 978-4-08-782152-9）には「カザリとヨーコ」「神の言葉」「陽だまりの詩」「ZOO」が収録されている。
- 失踪HOLIDAY（作画：清原紘、ビーンズエース）
  - 単行本（ISBN 978-4-04-713878-0、エースコミックス）が2006年11月25日に発売された。
- くちびるに歌を（作画：モリタイシ、月刊少年サンデー）
  - 単行本1巻（ISBN 978-4-09-124405-5）2巻（ISBN 978-4-09-124607-3、共にゲッサン少年サンデーコミックススペシャル）が発売されている。
- 山羊座の友人（作画：ミヨカワ将、少年ジャンプ+）
  - 単行本（ISBN 978-4-08-880399-9、ジャンプ・コミックス）が2015年6月4日に発売された。
- エムブリヲ奇譚（作画：屋乃啓人）
  - 単行本（ISBN 978-4-04-069251-7、カドカワコミックス）が2017年6月23日に発売された。

### 絵本
- ボクのかしこいパンツくん（2012年9月、イースト・プレス）
  - 絵：長崎訓子、原作：『ボクの賢いパンツくん』

### ドラマCD
- きみにしか聞こえない CALLING YOU（2003年スニーカーCDコレクション）
  - 監督：郷田ほづみ、脚本：乙一・大坂尚子、主演：新谷良子、入野自由
  - 装画：羽住都

### ラジオドラマ
- しあわせは子猫のかたち
  - 2005年3月12日19時00分〜20時00分にTBSラジオでラジオワールド特別番組として放送された。
  - 脚色：高田勝博、出演：伊藤陽佑・大塚ちひろ・渡辺武彦、技術：とみさわよしみつ、演出：飯島和明
  - 本作はTBSラジオとして4年ぶりのラジオドラマである。

### テレビドラマ
- 失踪HOLIDAY（2007年、テレビ朝日）